# 大东旅社
大东旅社为民国早期上海一家酒店， 由永安百货创始人郭乐及其弟郭泉、兄郭标等人建立， 在四大百货公司之一的上海永安公司大楼里。 
20世纪二三十年代，上海规模大、设备好的“甲级”旅馆有35家，包含大东、东亚2家。最初大东旅社来自香港、澳大利亚的客人很多，虽然也有来自北京的高级官吏。但是，县长和营长级别的人是没有资格住宿的。1925年前，中国人经营的大旅馆有“三东一品”之称，即“东亚”、“大东”、“远东”和“一品香”等四家。一品香旅馆历史悠久，适应小官僚、小政客。当时大东、东亚是高级旅馆，供很多华侨、高官和名人们住宿。南京政府成立后，广东籍身份的高级军人、政治家来上海时大多在大东旅馆住宿。

## 历史事件
大东旅社出现在众多历史资料中， 民国时期政要名流时常光顾， 如孙科、汪精卫、宋子文、陈公博等。创始人郭乐与孙中山为同乡且熟识，其兄郭标曾是中国同盟会澳大利亚支部负责人。郭氏兄弟早年在经济上支持过孙中山。历史传记和日记显示1921年蒋介石和前妻陈洁如在大东旅社低调完婚。